# Мухино (Московская область)
Мухино — деревня в Луховицком районе Московской области. Деревня относится к сельскому поселению Газопроводское. Ранее относилась к Гавриловскому сельскому округу. Население 57 человек (2006).
Деревня Мухино расположена на берегу небольшой речки, правого притока реки Мечи. Ближайшие населённые пункты — Газопроводск и Фёдоровское, расположенные в полутора километрах от деревни.
В настоящий момент строится автомобильная дорога «Москва — Челябинск», участок дороги в Луховицком районе будет проходить через село Мухино. Почтовое отделение, находящееся в посёлке Газопроводск называется Мухино.

## Транспорт
Мухино находится в 134 км от МКАД, в 2 км от Новорязанского шоссе. Мухино связано автобусным сообщением с городом Луховицы — через деревню проходит автобус Луховицы — Фёдоровское. Железная дорога через село не проходит — ближайшая железнодорожная станция расположена в Алпатьево — в 8 км на северо-восток от деревни (12 км по автодороге).

## Расположение
- Расстояние от административного центра поселения — посёлка Газопроводск
  - 1,3 км на юго-запад от центра посёлка
  - 500 м по дороге от границы посёлка
- Расстояние от административного центра района — города Луховицы
  - 18 км на юго-восток от центра города
  - 20 км по дороге от границы города